# GOMA
GOMA（ごま、1973年1月21日 - ）は日本のディジュリドゥ奏者、画家。大阪府出身。

## 来歴
1973年1月生まれ。大阪府出身。オーストラリア先住民族の管楽器ディジュリドゥを演奏する音楽家であり画家。1998年にオーストラリアのアーネムランドで行われたディジュリドゥコンペティションで準優勝。その後、フジロックフェスティバルをはじめ日本国内外のフェスティバルで活動。
2009年、交通事故に遭い高次脳機能障害の症状により音楽活動を中断。しかし、事故後に緻密な点描を駆使した絵画を描き始める。以来、新宿高島屋美術画廊（2019年）、PARCO Museum （2022年）、GYRE Gallery（2024年）などの会場で個展を開催。
GOMAの波乱に満ちた人生は、映画『フラッシュバックメモリーズ 3D』により記録され、2012年の東京国際映画祭で観客賞、2013年の韓国全州国際映画祭で最優秀アジア映画賞、2014年大阪シネマフェスティバルにて音楽賞を受賞。
2021年には東京パラリンピック開会式にて、ひかるトラックの入場音楽を担当。2024年文化庁のプロジェクトにてGOMAの代表作『ひかりの世界』を万博記念公園の上空に千機のドローンで描き出す壮大な演出を行う。
現在も音楽・アート・ストーリーテリングの独自の融合を通じ、逆境を乗り越える力やアートの持つ変革の力を示しながら観客にインスピレーションを与え続けている。

## アルバム
- “Timeless Tubes”（1998）
- “吾”(2000)
- “Million Breath Orchestra”（2002）
- “Jungle Champlu”（2003）
- “IN A JUNGLE”（2003）
- “ENDLESS WONDERER”（2004）
- “Soul of Rite”（2006）

## 12インチシングル
- Vibes Vender

## 映画
- フラッシュバックメモリーズ 3D（英語版）（2012年、監督：松江哲明）
- PLANETIST（2019年、監督：豊田利晃）
- WILL（2024年公開予定、監督：エリザベス宮地）[3]

## 書籍
- 『失った記憶　ひかりはじめた僕の世界　高次脳機能障害と生きるディジュリドゥ奏者の軌跡』中央法規出版（2016年）ISBN 978-4805854051

## 出演
- 粛々と運針（2022年3月8日 - 27日、東京・PARCO劇場、4月8日 - 10日 / 大阪・森ノ宮ピロティホール）[4]
- おはようパーソナリティ古川昌希です（2023年3月10日、ABCラジオ）
- 激レアさんを連れてきた。（2025年2月17日、テレビ朝日）